# Hội chứng xa mất đoạn 22q11.2
Hội chứng xa mất đoạn 22q11.2 là một tình trạng di truyền hiếm gặp gây ra bởi một phần nhỏ bị thiếu của một trong các cơ thể nhiễm sắc thể 46 - nhiễm sắc thể số 22. Hội chứng xa mất đoạn 22q11.2 dường như là một rối loạn di truyền tái phát khác biệt với hội chứng DiGeorge (DGS; 188400) và hội chứng velocardiofacial (VCFS; 192430).
Mô tả được công bố đầu tiên của một người bị xa mất đoạn 22q11.2 là vào năm 1999. Đã có hàng trăm trường hợp được báo cáo trên toàn thế giới. 22q11.2 hội chứng xa mất đoạn dường như xảy ra như nhau thường xuyên ở nam và nữ. Có những báo cáo về những người không bị ảnh hưởng bằng cách mang đi xóa và chỉ phát hiện ra nó sau khi con họ được chẩn đoán. Có vẻ như việc xa mất đoạn 22q11.2 có thể là "im lặng" và không biết có bao nhiêu người có thể có dạng im lặng của hội chứng này.

## Trình bày
Mỗi 22q11.2 xa mất đoạn là duy nhất, và mỗi người có thể có mối quan tâm y tế và phát triển khác nhau. Một số tính năng phổ biến đã xuất hiện:
- Một số trẻ có khả năng cần hỗ trợ học tập. Số lượng hỗ trợ cần thiết của mỗi đứa trẻ sẽ khác nhau
- Lời nói thường bị trì hoãn và một số trẻ có vấn đề về khớp nối
- Chậm phát triển cả trong bụng mẹ và sau khi sinh
- Vấn đề về tim
- Những khó khăn về hành vi như khó khăn với sự tập trung và lo lắng
- Đặc điểm khuôn mặt khác thường. Các gia đình có thể nhận thấy sự tương đồng giữa con của họ và những người khác với việc mất

## Nguyên nhân
Hội chứng xa mất đoạn 22q11.2 xảy ra tự phát; không có nguyên nhân môi trường được biết đến. Thuật ngữ di truyền cho điều này là de novo (tạm dịch "mới" hay "lần nữa", được gọi là "vi khuẩn denovo"); cả hai cha mẹ thường có nhiễm sắc thể bình thường. Đây là di truyền và những người bị ảnh hưởng bởi hội chứng xóa xa có 50/50 cơ hội truyền nó cho con cái của họ.
Xa mất đoạn 22q11.2 de novo được gây ra bởi một sai lầm được cho là xảy ra khi các tế bào tinh trùng hoặc tế bào trứng của cha mẹ được hình thành. Tại một thời điểm trong quá trình hình thành, tất cả các nhiễm sắc thể bao gồm cả hai nhiễm sắc thể 22 ghép lại và phân đoạn trao đổi. Để ghép nối chính xác, mỗi nhiễm sắc thể ‘nhận ra’ các chuỗi DNA trùng khớp hoặc gần khớp trên nhiễm sắc thể đối tác của nó. Tuy nhiên, trong mỗi nhiễm sắc thể có nhiều trình tự DNA tương tự có thể trùng lặp không chính xác và ghép với trình tự sai. Người ta tin rằng khi sự trao đổi vật liệu di truyền, được gọi là ‘vượt qua’, xảy ra sau khi không khớp, nó không đồng đều, lặp đi lặp lại và cắt bỏ một đoạn dài của nhiễm sắc thể.